# Saffranspannkaka

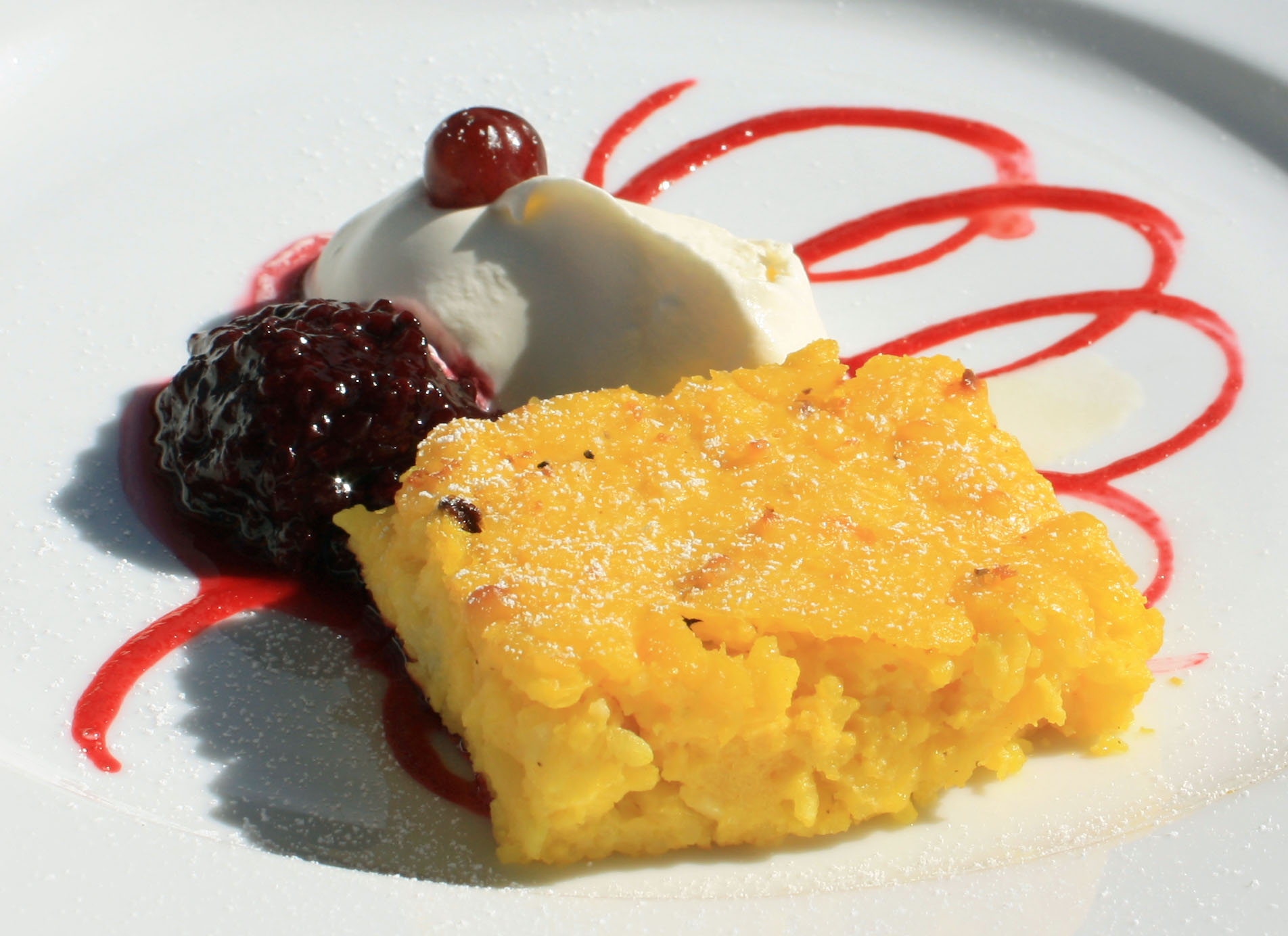
Saffranspannkaka med salmbärssylt och vispad grädde.

Saffranspannkaka eller gotlandspannkaka (på gutamål: saffranspannkake, saffranspannkakå) är en gotländsk dessert. Ingredienserna är grötris, grädde, mjölk, socker, ägg, hackad mandel och saffran. Kakan äts ljummen eller kall som dessert och serveras enligt tradition med salmbärssylt och vispgrädde.

## Historia
Ugnspannkaka tillhörde framförallt festmaten och är känd på Gotland sedan 1700-talet. Festmat blev den genom tillsatsen av fint mjöl och ägg. Under 1800-talet blev det vanligare med socker i pannkakorna men också saffran och russin. 2000-talets saffranspannkaka som görs med grötris och sedan bakas i ugn tillhör puddingarna som blev vanliga desserter under 1800-talet då vedspisen förenklade matlagningen. Saffranspannkakan har en särskild koppling till julen då den gjordes av den överblivna julgröten, men den har också under 1800- och 1900-talen serverats vid årsdagar, bröllop och begravningar. Sylten som äts till pannkakan blev populär på 1800-talet då sockret blev billigare. Det är inte känt om saffranspannkakan skapats på Gotland eller om någon tagit med sig den till ön.